# Кармеліта Гераті
Кармелі́та Гера́ті (англ. Carmelita Geraghty; 21 березня 1901 — 7 липня 1966) — американська акторка німого кіно, художниця.

## Життєпис
Народилася в штаті Індіана, в родині сценариста Тома Гераті. Мала братів-письменників Моріса і Джеральда Гераті. Здобула освіту в Нью-Йорку. 
Почала зніматися в кіно на початку 1920-х років. Була обрана як одна з WAMPAS Baby Stars в 1924 році. Незабаром вона стала провідною акторкою, серед її помітних ролей — головна роль у фільмі «Сад насолод», першому фільмі режисера Альфреда. Гічкока.
З приходом ери звукового кіно її кар'єра пішла на спад. Вона перестала зніматися і зайнялася живописом. 
Кармеліта Гераті померла від серцевого нападу в 1966 році на Мангеттені, у віці 65 років. Похована на цвинтарі Hollywood Forever.

## Фільмографія
- 1925 — Сад насолод / The Pleasure Garden — Джилл Чейні
- 1926 — Великий Гетсбі / The Great Gatsby — Джордан Бейкер
- 1927 — Моя кохана дівчина
- 1931 — П'ятдесят мільйонів французів